# Mary Theisen-Lappen
Mary Theisen-Lappen (2 de noviembre de 1990) es una deportista estadounidense que compite en halterofilia.
Ganó una medalla de plata en el Campeonato Mundial de Halterofilia de 2023 y una medalla de oro en los Juegos Panamericanos de 2023.
Estudió el grado de Gestión Deportiva en la Universidad Estatal de Indiana y el máster en Educación en la Universidad de Misuri.

## Palmarés internacional
| Campeonato Mundial   | Campeonato Mundial    | Campeonato Mundial | Campeonato Mundial |
| Año                  | Lugar                 | Medalla            | Categoría          |
| -------------------- | --------------------- | ------------------ | ------------------ |
| 2023                 | Riad (Arabia Saudita) | Medalla de plata   | +87 kg             |
| Juegos Panamericanos |                       |                    |                    |
| Año                  | Lugar                 | Medalla            | Categoría          |
| 2023                 | Santiago (Chile)      | Medalla de oro     | +81 kg             |